# Zoom8

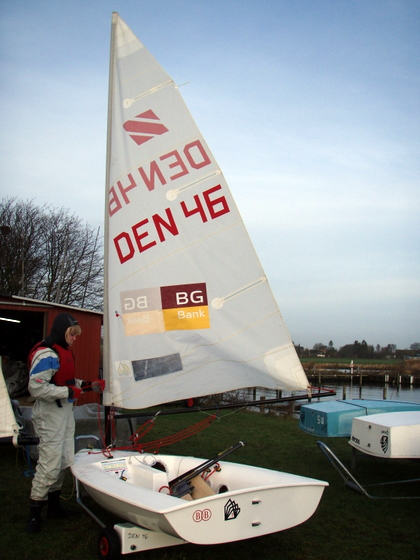
Jacht klasy Zoom 8

Zoom 8 - klasa jachtów powstała w Finlandii w latach 90. z uwzględnieniem najnowszych badań instytutu zdrowia i wytycznych ISAF dla łodzi klas młodzieżowych do 19 lat. Od listopada 2002 r. - międzynarodowa klasa ISAF, a od maja 2003 r. - stowarzyszona w PZŻ, w grudniu 2003 r. - wpisana do Krajowego Systemu Rywalizacji Sportowej.
Powierzchnia żagla:
- 4,8 m kw - wersja regatowa
- 2,9 m kw - wersja szkoleniowa

Wymiary:
- długość - 2,65 m
- szerokość - 1,45 m
- wysokość masztu - 4,65 m (maszt jednoczęściowy i dwuczęściowy)
- masa łodzi - 37 kg
- wyporność - 150 kg

Polskie stowarzyszenie klasy ZOOM8 